# Уэслак, Кэти
Кэтрин «Кэти» Уэслак (англ. Catherine «Cathy» Weseluck, род. 21 августа 1970 года) — канадская актриса озвучивания, известная озвучиванием персонажей в различных аниме-сериалах.

## Карьера

### Радио
Прежде чем стать актрисой озвучивания, Уэслак была ассоциированным продюсером на CBC Radio, пока один из ведущих не предложил ей попробовать свои силы в режиме приёма действия. Её первой работой на озвучивании была радиореклама в Vancouver Centre Mallа.

### Озвучивание
Кэти Уэслак озвучила многие аниме и мультсериалы. Она озвучивала Мирай Ясиму из «Mobile Suit Gundam», Дороти Каталонию и Катерину Блум из «Mobile Suit Gundam Wing», Ниа из «Тетради смерти», Шампу из «Ранмы ½», мать Кагомэ из «InuYasha», Мису Такацуки из «Project ARMS», Маугли в англоязычной версии одноимённого советского мультфильма и многих других. Также Уэслак озвучила дракончика Спайка, мэра Понивилля и Коко Поммэль в мультсериале «Дружба — это чудо».
Режиссёр песен «Дружба — это чудо» и режиссёр дубляжа мультсериала «Кот Билли».